# Глущенко, Татьяна Григорьевна
Татьяна Григорьевна Глущенко (12 июля 1956, Киев, Украинская ССР, СССР) — советская гандболистка, олимпийская чемпионка 1976 года.
Серебряный призёр чемпионатов мира 1975 и 1978 годов.
Обладательница Кубка Европейских Чемпионов 1975, 1977, 1979 годов.
Чемпионка СССР 1974—1979 годов. На клубном уровне выступала за «Спартак» Киев.